# Hardemo

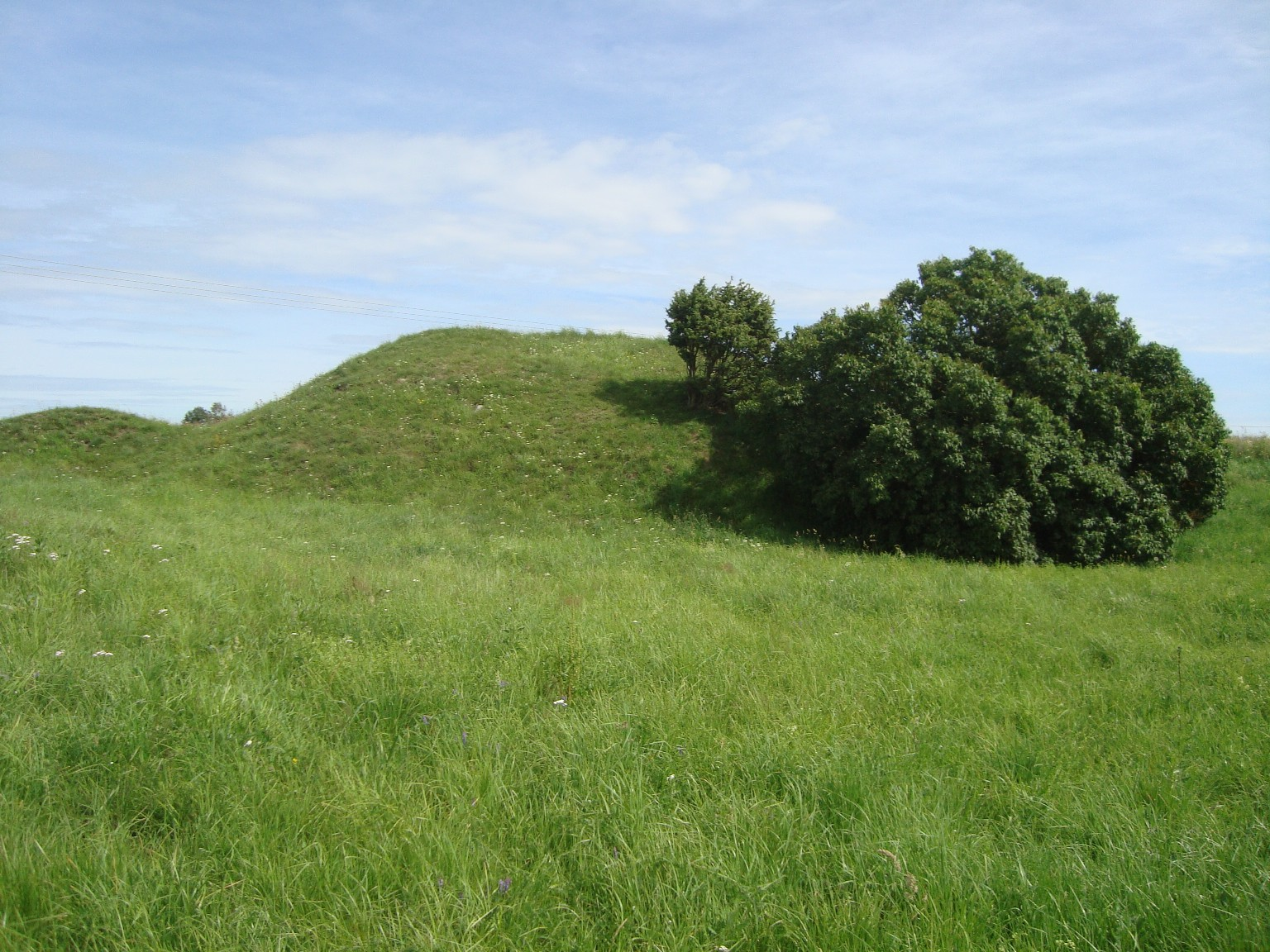
Torshögen

Hardemo ist ein Dorf in der Gemeinde Hardemo in Kumla in der historischen Provinz Närke in Schweden. Der Ort liegt fünf Kilometer westlich von Kumla und vier Kilometer nordwestlich von Hallsberg.
In Hardemo befindet sich die Hardemo-Kirche mit Türmen aus dem 11. Jahrhundert. Neben der Kirche befindet sich der Brunnen des heiligen Olof. Der Überlieferung nach taufte Olof die ersten Mitglieder der Gemeinde Hardemo. In der Gemeinde befindet sich auch die Church School, ein Backsteingebäude aus dem Jahr 1903, heute Grund- und Realschule.
Das Hardemo-Gebiet ist reich an antiken Überresten. Hier finden sich die Grabhügel Tillerbacken und Torshögen, westlich von Skyberga. Letzterer ist Närkes größter Hügel aus der Eisenzeit.
In der Nähe von Hardemo befindet sich eines der auffälligsten Vorkommen von Drumlins in Schweden.
Hardemo und das Trommelgebiet wurden als von nationalem Interesse für das kulturelle Umfeld beschrieben.
Die Kinderbücher über Hedvig von Frida Nilsson handeln in Hardemo.